# Fondul Monetar Internațional
Fondul Monetar Internațional (FMI) este o organizație internațională cu 188 de state membre. A fost constituită prin Tratatul de la Bretton Woods din iulie 1944, având ca scop principal promovarea unei economii mondiale sănătoase.
Pe 22 iulie 1944 a avut loc Conferința de la Bretton Woods pentru restructurarea relațiilor internaționale monetare și financiare. Peste 40 de țări au participat la semnarea Acordului de la Bretton Woods care prevedea proceduri și reguli care să guverneze economia mondială. Acest acord a condus la înființarea Băncii Internaționale pentru Reconstrucție și Dezvoltare (BIRD, componentă a Băncii Mondiale) și Fondului Monetar Internațional. Aceste instituții sunt cunoscute drept gemenii Bretton Woods. Sistemul Bretton Woods prevedea o rată de schimb valutar stabilă, având ca referință standard aurul, dolarul fiind singura monedă convertibilă în aur.
FMI are ca scop principal promovarea cooperării monetare internaționale, garantarea stabilității financiare, facilitarea comerțului internațional, contribuirea la un nivel înalt de ocupare a forței de muncă, la stabilitate economică și combaterea sărăciei.

## Obiective principale
- promovarea cooperării monetare internaționale și a stabilității valutare
- stimularea creșterii economice
- asigurarea unui nivel înalt de ocupare a forței de muncă
- acordare de asistență financiară temporară pentru țările care se confruntă cu dezechilibre ale balanțelor de plăți

## Funcții
- monitorizează acțiunile și politicile economice și financiare din țările membre, precum și la nivel global
- acordă asistență tehnică
- creditarea țărilor membre cu dezechilibre în balanța de plăți

## Resurse
Resursele fondului sunt asigurate din contribuția statelor membre, prin plata unor cote în funcție de puterea economică a fiecărei țări. Fiecare stat achita cota sa la Fond în proporție de 25% într-una dintre valutele acceptate pe plan internațional (dolarul american, euro, yenul japonez sau lira sterlină) sau în DST, iar restul de 75% în moneda națională. Cotele sunt revizuite la fiecare 5 ani. În urma unei majorări cu 45% a cotei de subscriere începând cu 22 ianuarie 1999, totalul acestor cote se ridică în prezent la aproximativ 311 miliarde de dolari americani. Puterea de vot a fiecărei țări este proporțională cu cota subscrisă. 
FMI răspunde în fața guvernelor din țările membre. Organismele de conducere sunt: Consiliul Guvernatorilor, Comitetul Financiar și Monetar Internațional și Consiliul Director. În vârful structurii organizaționale se află Consiliul Guvernatorilor, format din guvernatorii băncilor centrale sau miniștrii de finanțe din fiecare dintre cele 188 de state membre. Toți guvernatorii se întâlnesc o dată pe an în cadrul Întâlnirii Anuale a FMI și a Băncii Mondiale. Consiliul Director este format din 24 de membri și conduce activitățile curente.

## Directori
| Perioada     | Nume                    |
| ------------ | ----------------------- |
| 1946–1951    | Camille Gutt            |
| 1951–1956    | Ivar Rooth              |
| 1956–1963    | Per Jacobsson           |
| 1963–1973    | Pierre-Paul Schweitzer  |
| 1973–1978    | Johan Witteveen         |
| 1978–1987    | Jacques de Larosière    |
| 1987–2000    | Michel Camdessus        |
| 2000–2004    | Horst Köhler            |
| 2004–2007    | Rodrigo de Rato         |
| 2007–2011    | Dominique Strauss-Kahn  |
| 2011         | John Lipsky (interimar) |
| 2011–2019    | Christine Lagarde       |
| 2019–prezent | Kristalina Gheorghieva  |

## Puterea de vot în cadrul organizației
Deciziile majore necesită o majoritate de 85% din voturi, o supermajoritate. Statele Unite ale Americii a fost mereu singura țară care poate bloca o decizie a FMI. Tabelul următor arată primele 20 de țări în funcție de numărul de voturi (2 220 817 voturi în total). Cele 27 de țări membre ale Uniunii Europene au împreună 710 786 de voturi (32,07%).
În data de 23 octombrie 2010, miniștrii de finanțe din G-20 au fost de acord cu o reformă a Fondului Monetar Internațional prin acordarea a 6% din voturi anumitor țări în curs de dezvoltare.
| \| Țară membră a FMI \| Cota: milioane de DST \| Cota: procent din total \| Guvernator \| Guvernator alternativ \| Voturi: număr \| Voturi: procent din total \| \| -------------------------- \| --------------------- \| ----------------------- \| ------------------- \| ------------------------- \| ------------- \| ------------------------- \| \| Statele Unite ale Americii \| 42,122.4 \| 17,69 \| Timothy Geithner \| Ben Bernanke \| 421,961 \| 16.75 \| \| Japonia \| 15,628.5 \| 6.56 \| Jun Azumi \| Masaaki Shirakawa \| 157,022 \| 6.23 \| \| Germania \| 14,565.5 \| 6.12 \| Jens Weidmann \| Wolfgang Schäuble \| 146,392 \| 5.81 \| \| Franța \| 10,738.5 \| 4.51 \| Pierre Moscovici \| Christian Noyer \| 108,122 \| 4.29 \| \| Regatul Unit \| 10,738.5 \| 4.51 \| George Osborne \| Sir Mervyn King \| 108,122 \| 4.29 \| \| China \| 9,525.9 \| 4.00 \| Zhou Xiaochuan \| Yi Gang \| 81 151 \| 3,65 \| \| Italia \| 7,055,5 \| 3,24 \| Giulio Tremonti \| Mario Draghi \| 95,996 \| 3.81 \| \| Arabia Saudită \| 6,985.5 \| 2.93 \| Ibrahim A. Al-Assaf \| Fahad Almubarak \| 70,592 \| 2.80 \| \| Canada \| 6,369.2 \| 2.67 \| Jim Flaherty \| Mark Carney \| 64,429 \| 2.56 \| \| Rusia \| 5,945.4 \| 2.50 \| Anton Siluanov \| Sergey Ignatyev \| 60,191 \| 2.39 \| \| India \| 5,821.5 \| 2,44 \| P. Chidambaram \| Duvvuri Subbarao \| 58,952 \| 2,34 \| \| Țările de Jos \| 5,162.4 \| 2,17 \| Klaas Knot \| Hans Vijlbrief \| 52,361 \| 2.08 \| \| Belgia \| 4,605.2 \| 1.93 \| Luc Coene \| Marc Monbaliu \| 46,789 \| 1.86 \| \| Elveția \| 3,458.5 \| 1.45 \| Thomas Jordan \| Eveline Widmer-Schlumpf \| 35,322 \| 1.40 \| \| Australia \| 3,236.4 \| 1.36 \| Wayne Swan \| Martin Parkinson \| 33,101 \| 1.31 \| \| Mexic \| 3,625.7 \| 1.52 \| José Antonio Meade \| Agustín Carstens \| 36,994 \| 1.47 \| \| Spania \| 4,023.4 \| 1.69 \| Luis de Guindos \| Luis M. Linde \| 40,971 \| 1.63 \| \| Brazilia \| 4,250.5 \| 1.79 \| Guido Mantega \| Alexandre Tombini \| 43,242 \| 1.72 \| \| Coreea de Sud \| 3,366.4 \| 1.41 \| Jaewan Bahk \| Choongsoo Kim \| 34,401 \| 1.37 \| \| Venezuela \| 2,659.1 \| 1.12 \| Jorge Giordani \| Nelson José Merentes Diaz \| 27,328 \| 1.08 \| \| Restul de 166 de țări \| 62 593,8 \| 28,39 \| respectivul \| respectivul \| 667 438 \| 31,16 \| |                       |                         |                     |                           |               |                           |
| Țară membră a FMI | Cota: milioane de DST | Cota: procent din total | Guvernator          | Guvernator alternativ     | Voturi: număr | Voturi: procent din total |
| Statele Unite ale Americii | 42,122.4              | 17,69                   | Timothy Geithner    | Ben Bernanke              | 421,961       | 16.75                     |
| Japonia | 15,628.5              | 6.56                    | Jun Azumi           | Masaaki Shirakawa         | 157,022       | 6.23                      |
| Germania | 14,565.5              | 6.12                    | Jens Weidmann       | Wolfgang Schäuble         | 146,392       | 5.81                      |
| Franța | 10,738.5              | 4.51                    | Pierre Moscovici    | Christian Noyer           | 108,122       | 4.29                      |
| Regatul Unit | 10,738.5              | 4.51                    | George Osborne      | Sir Mervyn King           | 108,122       | 4.29                      |
| China | 9,525.9               | 4.00                    | Zhou Xiaochuan      | Yi Gang                   | 81 151        | 3,65                      |
| Italia | 7,055,5               | 3,24                    | Giulio Tremonti     | Mario Draghi              | 95,996        | 3.81                      |
| Arabia Saudită | 6,985.5               | 2.93                    | Ibrahim A. Al-Assaf | Fahad Almubarak           | 70,592        | 2.80                      |
| Canada | 6,369.2               | 2.67                    | Jim Flaherty        | Mark Carney               | 64,429        | 2.56                      |
| Rusia | 5,945.4               | 2.50                    | Anton Siluanov      | Sergey Ignatyev           | 60,191        | 2.39                      |
| India | 5,821.5               | 2,44                    | P. Chidambaram      | Duvvuri Subbarao          | 58,952        | 2,34                      |
| Țările de Jos | 5,162.4               | 2,17                    | Klaas Knot          | Hans Vijlbrief            | 52,361        | 2.08                      |
| Belgia | 4,605.2               | 1.93                    | Luc Coene           | Marc Monbaliu             | 46,789        | 1.86                      |
| Elveția | 3,458.5               | 1.45                    | Thomas Jordan       | Eveline Widmer-Schlumpf   | 35,322        | 1.40                      |
| Australia | 3,236.4               | 1.36                    | Wayne Swan          | Martin Parkinson          | 33,101        | 1.31                      |
| Mexic | 3,625.7               | 1.52                    | José Antonio Meade  | Agustín Carstens          | 36,994        | 1.47                      |
| Spania | 4,023.4               | 1.69                    | Luis de Guindos     | Luis M. Linde             | 40,971        | 1.63                      |
| Brazilia | 4,250.5               | 1.79                    | Guido Mantega       | Alexandre Tombini         | 43,242        | 1.72                      |
| Coreea de Sud | 3,366.4               | 1.41                    | Jaewan Bahk         | Choongsoo Kim             | 34,401        | 1.37                      |
| Venezuela | 2,659.1               | 1.12                    | Jorge Giordani      | Nelson José Merentes Diaz | 27,328        | 1.08                      |
| Restul de 166 de țări | 62 593,8              | 28,39                   | respectivul         | respectivul               | 667 438       | 31,16                     |

## Critici

### Sărăcirea țărilor
Nicolae Văcăroiu despre Banca Mondială și Fondul Monetar Internațional: 
„ Personal, nu cunosc vreo țară care să fi obținut succese în urma aplicării măsurilor de ajustare structurală impuse de FMI și Banca Mondială. Din contră, au avut ca efect adâncirea crizei economice, agravând situația deja critică a celor săraci.”
Conform lui Claudio Perez Paladino, ambasadorul extraordinar și plenipotențiar al Republicii Argentina, după ce această țară a „renunțat la păguboasele sfaturi ale FMI”, țara a avut o creștere economică spectaculoasă, iar „politica sa economică a adus beneficii nu numai statului, ci și tuturor cetățenilor săi.”

## Împrumuturile României de la FMI
România a devenit membră a Fondului Monetar Internațional la 15 decembrie 1972. Începând cu 1975 și până în prezent (2019) România a obținut de la Fondul Monetar Internațional 13 împrumuturi, toate au fost acorduri de tip Stand-By.
Primul împrumut acordat de Fondul Monetar Internațional României, a fost de tip Acord  aprobat la 3 octombrie 1975 și finalizat la 2 octombrie 1976. România a primit 95 milioane de drepturi speciale de tragere.
Al doilea Acord Stand-By a fost aprobat la 9 septembrie 1977 și încheiat la 8 septembrie 1978, țara noastră primind 64,1 milioane DST.
Un alt acord, cel de-al treilea, a fost aprobat la 15 iunie 1981. Acest acord, prin care România trebuia să primească 1 102,5 milioane DST, a fost reziliat la 14 ianuarie 1984. Astfel, România a primit doar 817,5 milioane DST.
| \| Nr. \| Tipul acordului \| Data aprobării creditului \| Data expirării \| Suma acordată \| Suma efectiv împrumutată \| Partidul de guvernământ (Premier) \| \| --- \| --------------- \| ------------------------- \| -------------- \| -------------- \| ------------------------ \| -------------------------------------------------- \| \| 1 \| Acord Standby \| 03.10.1975 \| 02.10.1976 \| 95.000.000 \| 95.000.000 \| Partidul Comunist Român (Manea Mănescu) \| \| 2 \| Acord Standby \| 09.09.1977 \| 08.09.1978 \| 64.125.000 \| 64.125.000 \| Partidul Comunist Român (Manea Mănescu) \| \| 3 \| Acord Standby \| 15.06.1981 \| 31.01.1984 \| 1.102.500.000 \| 817.500.000 \| Partidul Comunist Român (Ilie Verdeț) \| \| 4 \| Acord Standby \| 11.04.1991 \| 10.04.1992 \| 380.500.000 \| 318.100.000 \| Partidul Social Democrat (Petre Roman) \| \| 5 \| Acord Standby \| 29.05.1992 \| 28.03.1993 \| 314.040.000 \| 261.700.000 \| Partidul Social Democrat (Theodor Stolojan) \| \| 6 \| Acord Standby \| 11.05.1994 \| 22.04.1997 \| 320.495.000 \| 94.265.000 \| Partidul Social Democrat (Nicolae Văcăroiu) \| \| 7 \| Acord Standby \| 22.04.1997 \| 21.05.1998 \| 301.500.000 \| 120.600.000 \| Convenția Democratică din România (Victor Ciorbea) \| \| 8 \| Acord Standby \| 05.08.1999 \| 28.02.2001 \| 400.000.000 \| 139.750.000 \| Convenția Democratică din România (Radu Vasile) \| \| 9 \| Acord Standby \| 31.10.2001 \| 15.10.2003 \| 300.000.000 \| 300.000.000 \| Partidul Social Democrat (Adrian Năstase) \| \| 10 \| Acord Standby \| 07.07.2004 \| 06.07.2006 \| 250.000.000 \| 0 \| Partidul Social Democrat (Adrian Năstase) \| \| 11 \| Acord Standby \| 04.05.2009 \| 30.03.2011 \| 11.443.000.000 \| 10.569.000.000 \| Partidul Democrat Liberal (Emil Boc) \| \| 12 \| Acord Standby \| 31.03.2011 \| 30.06.2013 \| 3.090.600.000 \| 0 \| Partidul Democrat Liberal (Emil Boc) \| \| 13 \| Acord Standby \| 27.09.2013 \| 26.09.2015 \| 1.751.340.000 \| 0 \| Partidul Social Democrat (Victor Ponta) \| \| \| \| \| Total \| 19.813.100 \| 12.780.040 \| \| |                 |                           |                |                |                          |                                                    |
| Nr. | Tipul acordului | Data aprobării creditului | Data expirării | Suma acordată  | Suma efectiv împrumutată | Partidul de guvernământ (Premier)                  |
| 1 | Acord Standby   | 03.10.1975                | 02.10.1976     | 95.000.000     | 95.000.000               | Partidul Comunist Român (Manea Mănescu)            |
| 2 | Acord Standby   | 09.09.1977                | 08.09.1978     | 64.125.000     | 64.125.000               | Partidul Comunist Român (Manea Mănescu)            |
| 3 | Acord Standby   | 15.06.1981                | 31.01.1984     | 1.102.500.000  | 817.500.000              | Partidul Comunist Român (Ilie Verdeț)              |
| 4 | Acord Standby   | 11.04.1991                | 10.04.1992     | 380.500.000    | 318.100.000              | Partidul Social Democrat (Petre Roman)             |
| 5 | Acord Standby   | 29.05.1992                | 28.03.1993     | 314.040.000    | 261.700.000              | Partidul Social Democrat (Theodor Stolojan)        |
| 6 | Acord Standby   | 11.05.1994                | 22.04.1997     | 320.495.000    | 94.265.000               | Partidul Social Democrat (Nicolae Văcăroiu)        |
| 7 | Acord Standby   | 22.04.1997                | 21.05.1998     | 301.500.000    | 120.600.000              | Convenția Democratică din România (Victor Ciorbea) |
| 8 | Acord Standby   | 05.08.1999                | 28.02.2001     | 400.000.000    | 139.750.000              | Convenția Democratică din România (Radu Vasile)    |
| 9 | Acord Standby   | 31.10.2001                | 15.10.2003     | 300.000.000    | 300.000.000              | Partidul Social Democrat (Adrian Năstase)          |
| 10 | Acord Standby   | 07.07.2004                | 06.07.2006     | 250.000.000    | 0                        | Partidul Social Democrat (Adrian Năstase)          |
| 11 | Acord Standby   | 04.05.2009                | 30.03.2011     | 11.443.000.000 | 10.569.000.000           | Partidul Democrat Liberal (Emil Boc)               |
| 12 | Acord Standby   | 31.03.2011                | 30.06.2013     | 3.090.600.000  | 0                        | Partidul Democrat Liberal (Emil Boc)               |
| 13 | Acord Standby   | 27.09.2013                | 26.09.2015     | 1.751.340.000  | 0                        | Partidul Social Democrat (Victor Ponta)            |
| |                 |                           | Total          | 19.813.100     | 12.780.040               |                                                    |